# Prix Chambon P
Prix Chambon P, tidigare Prix de la Société des Steeple-Chases de France, är ett travlopp för 5-10-åriga varmblodstravare som körs på Vincennesbanan i Paris i Frankrike varje år i början av juni. Det är ett Grupp 2-lopp, det vill säga ett lopp av näst högsta internationella klass. Loppet körs över distansen 2850 meter med fransk voltstart (sedan 2006). Förstapris är 54 000 euro.
Vid 2021 års upplaga av loppet diskades målettan Dorgos de Guez med sin tränare Jean-Michel Bazire i sulkyn klämde in hästen Chica de Joudes så att hon galopperade och därmed blev måltvåan Violetto Jet vinnare.

## Vinnare
| År   | Häst               | Efter              | Kusk                  | Tränare              | Distans | Tid    |
| ---- | ------------------ | ------------------ | --------------------- | -------------------- | ------- | ------ |
| 2024 | Hooker Berry       | Booster Winner     | Nicolas Bazire        | Franck Leblanc       | 2 850 m | 1'11"3 |
| 2023 | Ampia Mede SM      | Ganymède           | Franck Nivard         | Fabrice Souloy       | 2 850 m | 1'13"4 |
| 2022 | Gu d'Héripré       | Coktail Jet        | Jean-Philippe Monclin | Fabrice Souloy       | 2 850 m | 1'14"1 |
| 2021 | Violetto Jet       | From Above         | Franck Nivard         | Fabrice Souloy       | 2 875 m | 1'12"5 |
| 2020 | Ènino du Pommereux | Coktail Jet        | Matthieu Abrivard     | Sylvain Roger        | 2 875 m | 1'12"4 |
| 2019 | Tony Gio           | Varenne            | Éric Raffin           | Sébastien Guarato    | 2 850 m | 1'11"7 |
| 2018 | Belina Josselyn    | Love You           | Jean-Michel Bazire    | Jean-Michel Bazire   | 2 850 m | 1'12"3 |
| 2017 | Belina Josselyn    | Love You           | Jean-Michel Bazire    | Jean-Michel Bazire   | 2 850 m | 1'12"2 |
| 2016 | Amiral Sacha       | Ganymède           | Gabriele Gelormini    | Florent Lamare       | 2 850 m | 1'12"5 |
| 2015 | Akim du Cap Vert   | First de Retz      | Franck Anne           | Franck Anne          | 2 850 m | 1'13"1 |
| 2014 | Uhlan du Val       | Islero de Bellouet | Cédric Megissier      | Cédric Megissier     | 2 850 m | 1'11"9 |
| 2013 | Texas Charm        | Cygnus d'Odyssée   | Julien Dubois         | Philippe Moulin      | 2 850 m | 1'13"2 |
| 2012 | Rodrigo Jet        | Coktail Jet        | Pierre Vercruysse     | Jean-Étienne Dubois  | 2 850 m | 1'13"1 |
| 2011 | Roc Meslois        | Look de Star       | Pierre Belloche       | Pierre Belloche      | 2 850 m | 1'13"4 |
| 2010 | Orlando Sport      | Hand du Vivier     | Sébastien Baude       | Roger Coueffin       | 2 850 m | 1'14"8 |
| 2009 | Monte Georgio      | Ganymède           | Pierre Levesque       | Pierre Levesque      | 2 850 m | 1'14"3 |
| 2008 | One du Rib         | First de Retz      | Joël Hallais          | Joël Hallais         | 2 850 m | 1'13"2 |
| 2007 | L'Océan d'Urfist   | Pelops             | Junior Guelpa         | Stéphane Guelpa      | 2 850 m | 1'12"8 |
| 2006 | Lady d'Auvrecy     | Dorenzo            | Sébastien Baude       | Franck Harel         | 2 850 m | 1'15"5 |
| 2005 | Kazire de Guez     | Udo de Touraine    | Jean-Michel Bazire    | Jean-Michel Bazire   | 2 700 m | 1'15"5 |
| 2004 | Général du Lupin   | Lutin d'Isigny     | Jean-Michel Bazire    | Jean-Paul Marmion    | 2 700 m | 1'13"8 |
| 2003 | Général du Lupin   | Lutin d'Isigny     | Pierre Vercruysse     | Jean-Paul Marmion    | 2 700 m | 1'14"  |
| 2002 | Gébrazac           | Sébrazac           | Serge Peltier         | Serge Peltier        | 2 700 m | 1'14"7 |
| 2001 | -                  |                    |                       | -                    |         |        |
| 2000 | -                  |                    |                       | -                    |         |        |
| 1999 | Général du Pommeau | Sébrazac           | Jules Lepennetier     | Jules Lepennetier    | 2 100 m | 1'14"3 |
| 1998 | Echo               | Qlorest du Vivier  | Jean-Étienne Dubois   | Jean-Étienne Dubois  | 2 100 m | 1'14"2 |
| 1997 | Défi d'Aunou       | Armbro Goal        | Jean-Étienne Dubois   | Jean-Étienne Dubois  | 2 100 m | 1'16"  |
| 1996 | Abo Volo           | Lurabo             | Joseph Verbeeck       | Paul Viel            | 2 100 m | 1'13"3 |
| 1995 | Activity           | Active Bowler      | Anders Lindqvist      | Bengt Hansson        | 2 100 m | 1'16"3 |
| 1994 | Vourasie           | Fakir du Vivier    | Bernard Oger          | Léopold Verroken     | 2 100 m | 1'15"1 |
| 1993 | Ulster du Cadran   | Kilt du Cadran     | Jacques-Henri Treich  | Jacques-Henri Treich | 2 100 m | 1'15"5 |
| 1992 | Ursulo de Crouay   | Mivus              | Joël Hallais          | Joël Hallais         | 2 100 m | 1'15"7 |
| 1991 | Ursulo de Crouay   | Mivus              | Joël Hallais          | Joël Hallais         | 2 100 m | 1'14"9 |
| 1990 | Riton du Gîte      | Buffet II          | Michel Lenoir         | Georges Lelièvre     | 1 609 m | 1'15"7 |
| 1989 | Rêve d'Udon        | Éjakval            | Yves Dreux            | Bernard Desmontils   | 1 609 m | 1'14"7 |
| 1988 | Oreste Brillouard  | Actium             | Ulf Nordin            | Jacky Béthouart      | 1 609 m | 1'13"1 |
| 1987 | Paugayen Port      | Dauga              | Joël Hallais          | Joël Hallais         | 1 609 m | 1'13"8 |
| 1986 | Omnifer            | Vésuve T           | Paul Delanoë          | Paul Delanoë         | 1 609 m | 1'13"7 |
| 1985 | Nador Cléville     | Glorieux Jour      | Peter Engberg         | Stig Engberg         | 2 150 m | 1'18"5 |
| 1984 | Monquier           | Villequier B       | Léopold Verroken      | Léopold Verroken     | 2 150 m | 1'18"  |